# Madame Georges Petit
'Madame Georges Petit' est un cultivar de rosier obtenu en 1928 par la maison Ketten Frères au Luxembourg. Cet hybride de thé issu d'un croisement 'Général MacArthur' (Gurnay Hill 1901) x 'Madame Édouard Herriot' (Pernet-Ducher 1913), est toujours commercialisé, notamment au Japon. 

## Description
Ce cultivar se présente sous la forme d'un arbuste érigé de taille moyenne bien ramifié. Ses grandes fleurs semi-doubles ou doubles sont rouges nuancées de rouge cramoisi, virant au pourpre au fur et à mesure. Elles fleurissent en solitaire et sont fort parfumées. La floraison est remontante.
La zone de rusticité de 'Madame Georges Petit' étant de 6b à 9b, elle résiste donc bien au froid. Elle préfère les situations bien ensoleillées.
La couleur éclatante de cette rose a toujours été son gage de succès.